# Gillian Bailey
Gillian Bush-Bailey est une actrice et académique britannique, née le 14 juin 1955 à Wimbledon, quartier du borough londonien de Merton situé au sud-ouest de Charing Cross, connue principalement pour avoir été une enfant star. 
Après avoir enseigné au sein du département d'art dramatique de la Royal Holloway (université de Londres), elle devient par la suite professeure de théâtre spécialisée en Histoire des performances des femmes à la Central School of Speech and Drama à Londres. Sa recherche s'est focalisée principalement sur les actrices et dramaturges féminines du théâtre de la Restauration ainsi que le travail de la dramaturge Jane Scott (theatre manager) (en) avec son "Théâtre Sans Pareil" (1809-1819 ; aujourd'hui l'Adelphi Theatre, un West End theatre au Strand de Westminster) et Frances Maria Kelly,,,,.

## Formation
En 1992, elle termine ses études à l'université Kingston.

## Filmographie non-exhaustive

### Télévision
| Année | Titre                          | Réalisation             | Rôle              | Notes                                                                                    |
| ----- | ------------------------------ | ----------------------- | ----------------- | ---------------------------------------------------------------------------------------- |
| 1970  | L'Autobus à impériale          | Harry Booth             | Billie            | Apparaît dans 17 épisodes. Les Espiègles rient au Québec (Here Come the Double Deckers). |
| 1971  | Follyfoot                      | créée par Desmond Davis | Callie Holmes     | Apparaît dans 4 épisodes. Les Chevaux du soleil au Québec.                               |
| 1975  | Poldark (1975 TV series) (en)  | Paul Annett             | Jinny Carter      | Apparaît dans 7 épisodes.                                                                |
| 1978  | Blake's 7                      | Terry Nation            | Ravella           | Apparaît dans 1 épisode.                                                                 |
| 1980  | Together (1980 TV series) (en) | David Pick              | Julie Dunn        | Apparaît dans 21 épisodes.                                                               |
| 1982  | County Hall                    | Jeremy Summers          | Maureen Galbraith | Apparaît dans 11 épisodes.                                                               |
| 1984  | Strangers and Brothers (en)    | Ronald Wilson           | Olive Calvert     | Apparaît dans 2 épisodes.                                                                |
| 1989  | Hercule Poirot                 | Edward Bennett          | Mrs. Sadler       | Saison 1, épisode 5 : The Third Floor Flat.                                              |

## Vie privée
Bailey a épousé Richard Everett en 1974 et le couple a eu une fille, Rebecca.